# Gullhög-Tönningfloarna
Gullhög-Tönningfloarna este o arie protejată (arie specială de conservare — SAC, sit de importanță comunitară — SCI, arie de protecție specială avifaunistică — SPA) din Suedia întinsă pe o suprafață de 1.880,9 ha, integral pe uscat.

## Localizare
Centrul sitului Gullhög-Tönningfloarna este situat la coordonatele 62°11′16″N 14°08′28″E / 62.1877°N 14.1411°E.

## Înființare
Situl Gullhög-Tönningfloarna a fost declarat sit de importanță comunitară în august 2012 pentru a proteja 1 specie de plante și 19 specii de animale. Alte tipuri de protecție:
- arie de protecție specială avifaunistică (în august 2012)[2]
- arie specială de conservare (în octombrie 2021)[1][3][4]

## Biodiversitate
Situată în ecoregiunea boreală, aria protejată conține 4 habitate naturale: Lacuri și iazuri distrofice naturale, Mlaștini alcaline, Turbării Aapa, Taiga vestică.
La baza desemnării sitului se află mai multe specii protejate:
- plante (1): Hamatocaulis vernicosus
- păsări (19): rață pitică (Anas crecca), rață mare (Anas platyrhynchos), ciuf de câmp (Asio flammeus), rața moțată (Aythya fuligula), Bucephala clangula, fugaci pitic (Calidris temminckii), becațină comună (Gallinago gallinago), cocor (Grus grus), becațină mică (Lymnocryptes minimus), rață catifelată (Melanitta fusca), culic mare (Numenius arquata), Numenius phaeopus, bătăuș (Philomachus pugnax), ploier auriu (Pluvialis apricaria), corcodel-urechiat (Podiceps auritus), cocoșul de mesteacăn (Tetrao tetrix tetrix), fluierar de mlaștină (Tringa glareola), fluierar cu picioare verzi (Tringa nebularia), nagâț (Vanellus vanellus)